# حمید نعمتیان
حمید نعمتیان (زادهٔ ۲۸ تیر ۱۳۶۱ در تهران) کاراته‌کای سابق ایرانی است.او در حال حاضر سرپرست کمیته تمرینات معلق فدراسیون آمادگی جسمانی و تندرستی است.

## زندگی
او ورزش را با فوتبال شروع و از سن ۷ سالگی با رشته کاراته ادامه داد و در رشته‌های ورزشی دفاع شخصی، کشتی کج، فول کیک بوکسینگ، بدنسازی، آمادگی جسمانی، TRX نیز به تمرین پرداخته‌است و دارای کارت مربیگری می‌باشد. وی در حال حاضر از فعالان و مدیران ورزش‌های همگانی کشور می‌باشد. از افتخارات و مهارت‌های وی می‌توان به این موارد اشاره نمود:
- مقام سوم مسابقات جهانی ۲۰۰۷ کاراته شیتوریو،[۶]
- قهرمان مسابقات آسیایی ۲۰۰۸

## افتخارات
- قهرمان مسابقات آسیایی ۲۰۰۸
- قهرمان سوم مسابقات جهانی ۲۰۰۷
- کمربند مشکی دان ۶ کاراته سبک شیتوریو شوکوکای ۲۰۱۷
- کمربند مشکی دان ۶ سبک وادوریو ۱۳۹۷
- کمربند مشکی دان ۲ فول کیک بوکسینگ
- مربی درجه ۱ فدراسیون کاراته سال ۱۳۹۰
- مربی درجه ۳ فدراسیون بدنسازی و پرورش اندام ۱۳۹۲
- مربی درجه ۳ آمادگی جسمانی ۱۳۸۷
- مدرس دوره‌های مربیگری TRX فدراسیون ورزشهای همگانی[۷]
- دارنده عناوین مختلف در سطح استانی، کشوری، لیگ و مسابقات بین‌المللی در سبکهای مختلف رشته کاراته از سالهای ۱۳۷۴ الی ۱۳۸۸[۸]

## مناصب اجرایی
- رئیس کمیته تمرینات معلق TRX استان تهران ۹۴ تا کنون[۹]
- رئیس کمیته فنی اماکن ورزشی شهرداری ۱۳۹۸[۱۰]
- مدیر اوقات فراغت و سرگرمی سازمان ورزش ۹۴_۹۶[۱۱]
- مدیر بازرگانی سازمان ورزش ۹۶_۹۹[۱۲]
- نایب رئیس و دبیر اسبق کمیته تمرینات معلق TRX کشور ۱۳۹۷[۱۳]
- رئیس انجمن ورزش در طبیعت کشور از سال ۱۳۹۸ تا کنون[۱۴]

## جوایز
- دریافت تندیس برند سبز از کنفرانس بین‌المللی برند سبز[۱۵][۱۶]

## اقدامات
- ایده پردازی و اجرای پویش نذر ورزشی در کشور با رویکرد پاکسازی مراتع طبیعی[۱۷]
- ایده پردازی و اجرای خلاقانه جشنواره حرکت سبز در کشور به‌منظور ساخت تجهیزات ورزشی با وسایل دور ریز و دیر تجزیه که به طبیعت آسیب می‌رساند.[۱۸][۱۹]

## نویسندگی
- ارائه کیفیت خدمات بر رضایتمندی مشتریان مجموعه‌های ورزشی سال ۱۳۹۴[۲۰]
- تأثیر محیط و طبیعت بر بدن ۱۳۹۹